# The Connells
The Connells – amerykański zespół rockowy założony w Karolinie Północnej w mieście Raleigh w 1984 roku. W tym samym czasie wydał demo Darker Days. Wkrótce ukazał się longplay pod tym samym tytułem (album najpierw ukazał się w Europie, a dopiero kilka miesięcy później w Stanach Zjednoczonych). Od tego czasu grupa nagrała jeszcze osiem krążków. Największy sukces The Connells odnieśli w Europie singlem ’74–’75, który znalazł się na albumie Ring z 1993 roku. Formację tworzą: Mike Connell, David Connell, Doug MacMillan, Steve Potak, Mike Ayers i Chris Stevenson.

## Dyskografia
- Hats Off EP (1985)
- Darker Days (1986)
- Boylan Heights (1987)
- Fun & Games (1989)
- One Simple Word (1990)
- Ring (1993)
- New Boy EP (1994)
- Weird Food & Devastation (1996)
- Still Life (1998)
- Old School Dropouts (2000)